# Albert Pipet
Albert Pipet, né le 20 avril 1925 à Cerisy-la-Salle, mort le 18 mars 2013 à Cherbourg-Octeville,  était un écrivain et historien français, spécialiste de la Bataille de Normandie, pionnier des livres écrits sur le sujet dans les années 70 et entretenant de nombreuses relations et correspondances avec des vétérans des deux bords encore vivants à l'époque. 
Il a publié de nombreux articles historiques (par exemple dans Historia Magazine) et a été trésorier de l'Association des écrivains normands.
En 1975, il a reçu le grand prix des écrivains normands et la médaille de la ville de Caen. En 1982, on lui a décerné le prix littéraire du Cotentin.
Il fut le secrétaire général des Amis du Mémorial de Caen.
Après sa mort, ses archives ont été transférées aux Archives Départementales de la Manche

## Œuvres
- La Trouée de Normandie, Presses de la Cité, 1966
- Mourir à Caen, Paris, Presses de la Cité, 1974
- D'Omaha à St Lô : la bataille des haies, Bayeux, Heimdal, coll. « Bataille de Normandie », 1980  (ISSN 0181-7787)
- Parachutés sur Sainte-Mère-Église, Paris, Presses de la Cité, coll. « Coup d'œil », 1984
- Histoire de Cerisy-la-Salle et ses environs, Condé-sur-Noireau, C. Corlet, 1988
- Le Calvados, 1944 : la bataille de la libération, Rennes, Éd. Ouest-France ; Caen : Mémorial de Caen ; coll. « Une ville pendant la guerre », 1994
- Itinéraire du souvenir, (avec A. Heintz et A. Grandais), Caen, la Ville de Caen, 1984

## Source